# Patrologia Graeca

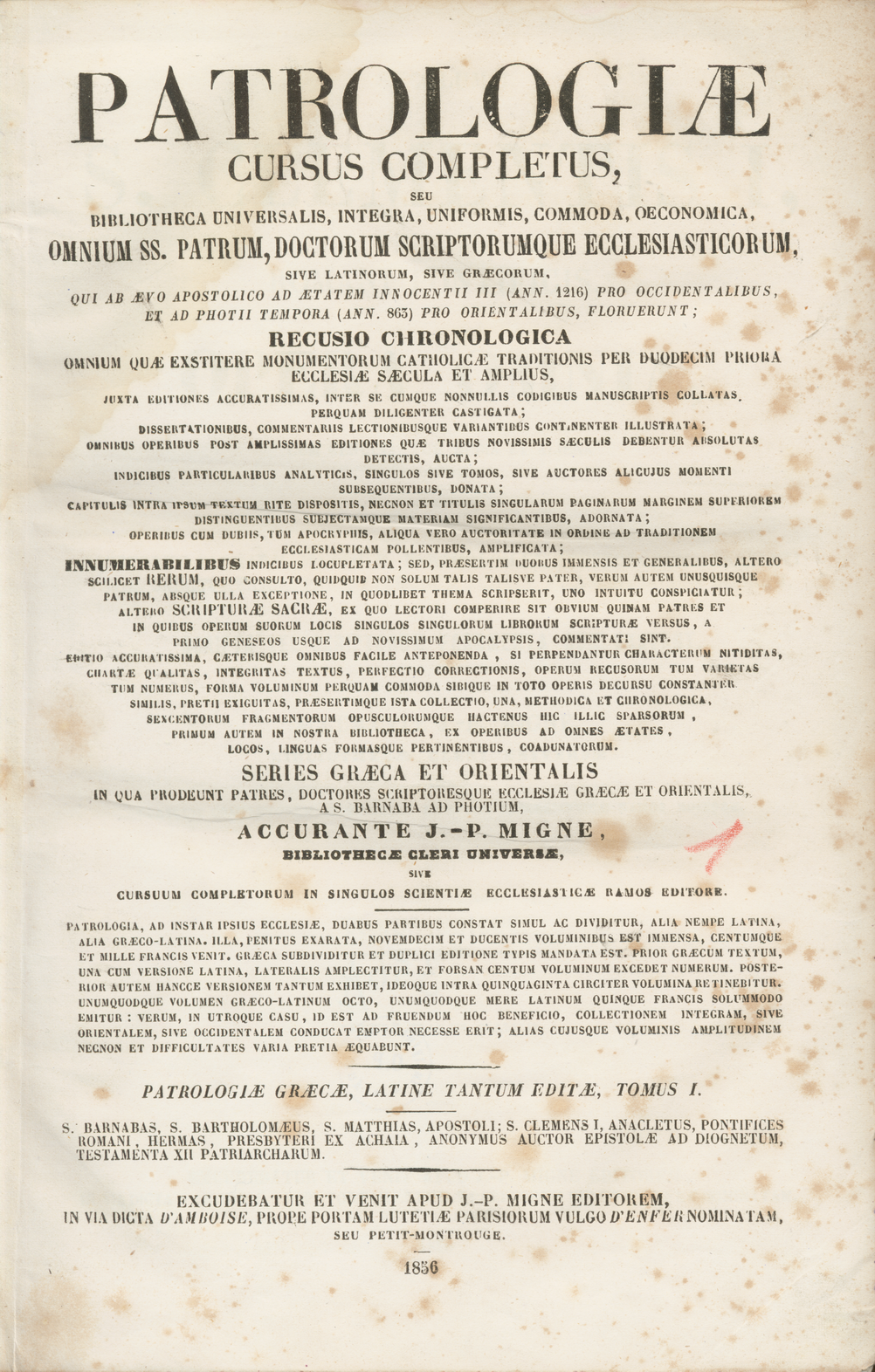
Okładka 1 tomu Patrologii greckiej z 1856 r.

Patrologia Graeca (lub Patrologiae Cursus Completus, Series Graeca) jest serią wydawniczą pism Ojców Kościoła oraz różnych świeckich autorów, posługujących się starożytną koine lub średniowiecznymi odmianami greki. Seria została przygotowana przy współpracy z benedyktynami w wydawnictwie J. P. Migne'a. W ramach serii w latach 1856–1866 wydano 161 tomów.